# Yang-Mills-Existenz- und Massenlückeproblem
Das Yang-Mills-Existenz- und Massenlückeproblem ist eines der sieben Millennium-Probleme. Es betrifft die Überschneidung der Yang-Mills-Theorie mit ihrer Anwendung in der Physik wie etwa bei der Beschreibung der Quantenchromodynamik. Vereinfacht ausgedrückt betrifft das Problem die Existenz einer leichtesten vorhergesagten Masse der durch die Yang-Mills-Theorie unter bestimmten Bedingungen beschriebenen Teilchen, wie es etwa in der Quantentheorie mit der Nullpunktenergie erforderlich ist. Im Falle der Quantenchromodynamik bedeutet dies etwa, dass Glueballs nicht beliebig leicht sein können. Vom Clay Mathematics Institute wurde ein Preisgeld von einer Million Dollar für eine Lösung ausgelobt.

## Formulierung
Das Yang-Mills-Existenz- und Massenlückeproblem verlangt konkret, dass für jede kompakte Lie-Gruppe die Existenz einer nichttrivialen quantisierten Yang-Mills-Theorie, einer nicht unbedingt abelschen Quantenfeldtheorie, mit dieser als Strukturgruppe auf dem vierdimensionalen euklidischen Raum gezeigt werden soll sowie dass diese eine Massenlücke aufweist, nämlich eine Mindestmasse für alle vorhergesagten Teilchen. Für den Beweis der Existenz müssen dabei axiomatische Bedingungen erarbeitet werden, welche hinreichend stark sind. In der originalen Formulierung von Arthur Jaffe und Edward Witten lautet das Problem:

“Prove that for any compact simple gauge group {\displaystyle G}, a non-trivial quantum Yang–Mills theory exists on {\displaystyle \mathbb {R} ^{4}} and has a mass gap {\displaystyle \Delta >0}. Existence includes establishing axiomatic properties at least as strong as those cited in Streater & Wightman (1964), Osterwalder & Schrader (1973) and Osterwalder & Schrader (1975).”

Yang-Mills-Theorie wird häufig mit einer speziellen unitären Gruppe {\displaystyle \operatorname {SU} (n)} oder einer unitären Gruppe {\displaystyle \operatorname {U} (n)} als Eichgruppe betrachtet. Bei der Anwendung in der Physik ist es etwa {\displaystyle \operatorname {U} (1)} bei der elektromagnetischen, {\displaystyle \operatorname {SU} (2)} bei der schwachen und {\displaystyle \operatorname {SU} (3)} bei der starken Wechselwirkung. Jede kompakte Lie-Gruppe lässt sich wegen des Satzes von Peter-Weyl immer in eine unitäre Gruppe einbetten. Alternativ kann auch eine spezielle unitäre Gruppe genommen werden, da Einbettungen {\displaystyle \operatorname {SU} (n)\hookrightarrow \operatorname {U} (n),U\mapsto U} und {\displaystyle \operatorname {U} (n)\hookrightarrow \operatorname {SU} (n+1),U\mapsto \operatorname {diag} (U,\det(U)^{-1})} existieren. Dadurch ergibt sich jede kompakte Lie-Gruppe umgekehrt durch eine Reduktion der Strukturgruppe. Sowohl aus mathematischer als auch physikalischer Perspektive sind daher die speziellen unitären und unitären Gruppen von besonderem Interesse.